# Swans
Swans (engl. „Schwäne“) ist eine US-amerikanische Band der experimentellen Rockmusik, die 1982 vom Musiker Michael Gira in New York gegründet wurde. Das musikalische Frühwerk wird häufig dem No Wave und dem Post-Industrial zugeordnet. Die avantgardistischen Stücke späterer Veröffentlichungen enthalten Anleihen aus dem Noise- und Post-Rock, aber auch akustisch-folkloristische und orchestrale Einflüsse. Einem breiteren Publikum wurde die Band 1988 durch ihre Coverversion von Love Will Tear Us Apart von Joy Division und dem von Bill Laswell produzierten Album The Burning World bekannt.

## Name
Laut Michael Gira wurde der Name gewählt, weil Schwäne am besten zum Musikstil der Band passen:

“Swans are these beautiful animals, who are in reality completely obnoxious. They’re hateful things.”

„Schwäne sind diese schönen Tiere, die in Wahrheit komplett widerwärtig sind. Sie sind abscheuliche Wesen.“

## Geschichte

### 1982–1997
1982 debütierten die Swans mit einer EP, die noch deutliche No-Wave-Einflüsse aufwies. Das erste Album Filth markierte dann den Wechsel zu monoton-rhythmischen Power Rock-Klängen, die ab Mitte der 1980er durch komplexere Arrangements erweitert wurden.
Bis 1988 standen Swans bei Independent-Labels wie Neutral Records, K.422 und Caroline Records unter Vertrag. Mit dem Erfolg der Single Love Will Tear Us Apart wurde das Major-Label Universal Music Group auf die Band aufmerksam und heuerte Bill Laswell als Produzenten für The Burning World (1989) an. Um seiner musikalischen Vision von Swans uneingeschränkt folgen zu können, gründete Gira 1990 das Label Young God Records, welches bis heute besteht und auch andere Künstler wie Lisa Germano vertritt.
Ein Merkmal der Band ist der häufige Wechsel der Besetzung. So waren neben Michael Gira Jarboe und Norman Westberg die einzig konstanten Bandmitglieder über mehrere Jahre. Insgesamt spielten bereits über 20 verschiedene Musiker bei Swans. Durch diesen häufigen Wechsel veränderte sich sowohl das musikalische als auch das optische Erscheinungsbild der Band.
Ein weiteres Markenzeichen der frühen Swans waren schmerzhaft-infernalisch laute Konzerte, bis zu dem Punkt, an dem Besucher ohnmächtig wurden oder die Polizei Shows abbrechen musste. Dies verlieh den Swans eine Reputation, der Gira am Ende überdrüssig war. Für ihn war unter anderem dieser Ruf ein Grund für die Niederlegung des Projekts im Jahr 1997.
In der Zeit nach der Auflösung wurden sowohl von Michael Gira als auch von Jarboe mehrere Kompilationen, Live-Mitschnitte und eine Best-of-CD (Various Failures) veröffentlicht.

### 2010–2017

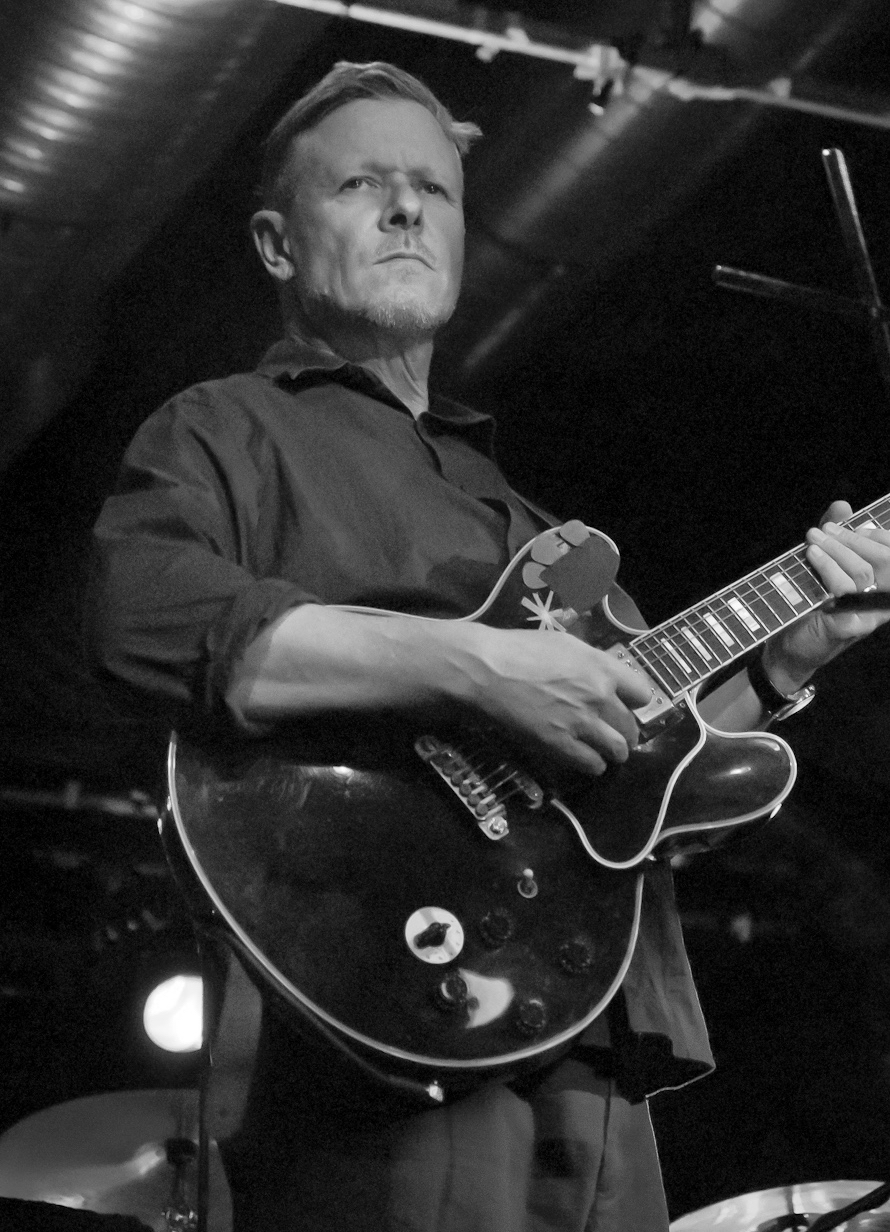
Frontmann Michael Gira 2010 in Glasgow

2010 reformierte Gira die Swans. 14 Jahre nach dem letzten Studioalbum erschien im September 2010 My Father Will Guide Me up a Rope to the Sky. Jarboe trat weder auf diesem Album noch auf der anschließenden Tournee in Erscheinung, da Gira sie nicht um eine Teilnahme ersucht hatte. 2012 folgten ein Livealbum, We Rose From Your Bed With The Sun in Our Head, und ein weiteres Studioalbum, The Seer, auf dem auch Jarboe wieder sang. Mit dem Erlös des Livealbums Not Here / Not Now (2013) finanzierte die Band die Produktion des nächsten Studioalbums. To Be Kind (Mai 2014) wurde von der Kritik mit großem Erfolg aufgenommen.
Mit dem Erscheinen des Albums The Glowing Man kündigte Gira mit dem Ende der begleitenden Tournee Anfang November 2017 die erneute Auflösung der Band an.

### Seit 2019

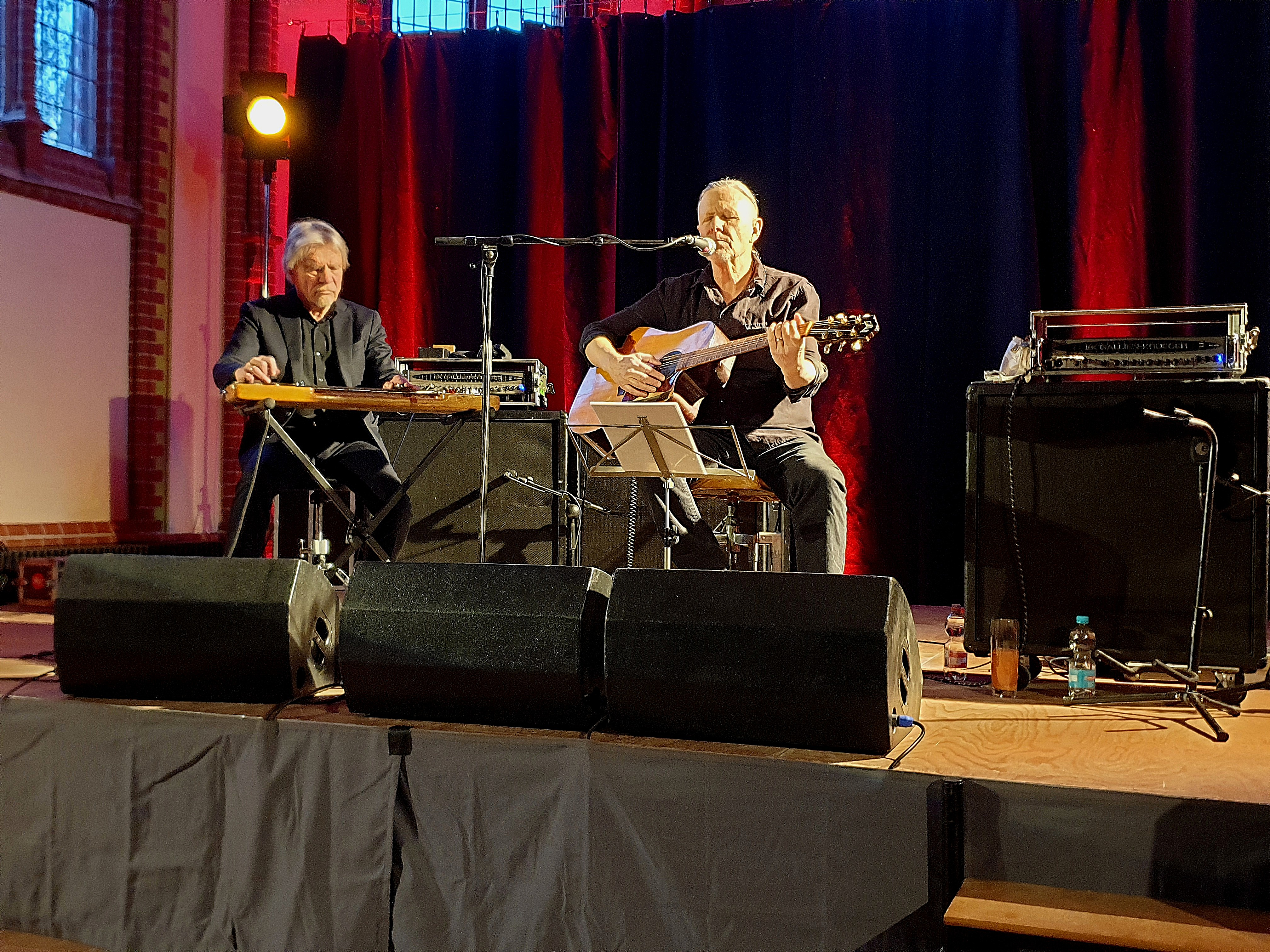
Michael Gira & Kristof Hahn, Heilandskirche (Leipzig) 23. April 2025

Im Oktober 2019 erschien das neue Album Leaving Meaning. Die Songs des Albums wurden von einer „rotierenden“ Besetzung eingespielt, wobei die Musiker nach ihrem persönlichen und musikalischen Charakter ausgewählt wurden. Neben dem Bandchef Michael Gira sind als Beteiligte Kristof Hahn, Larry Mullins, Yoyo Röhm, The Necks, Tony Buck, Norman Westberg, Anna von Hausswolff, Maria von Hausswolff, Ben Frost, Baby Dee, Jeremy Barnes und Heather Trost sowie weitere Gastmusiker genannt. Für das Jahr 2020 war eine Europatournee geplant, die wegen der Corona-Einschränkungen abgesagt werden musste.
Nach dem Erscheinen des Albums The Beggar 2023 tourten die Swans in den Jahren 2023 und 2024. Am 30. Mai 2025 erschien das Albums Birthing an, dessen Stücke weitgehend im Rahmen der Beggar-Tour entwickelt wurden. Das Album soll zugleich das letzte der Swans in dieser Art sein, in Zukunft werde er sie nur noch in reduzierterer Form fortführen. Eine Kurztournee im April 2025 als Duo Michael Gira & Kristof Hahn führte durch zwölf Städte in Europa.

## Stil

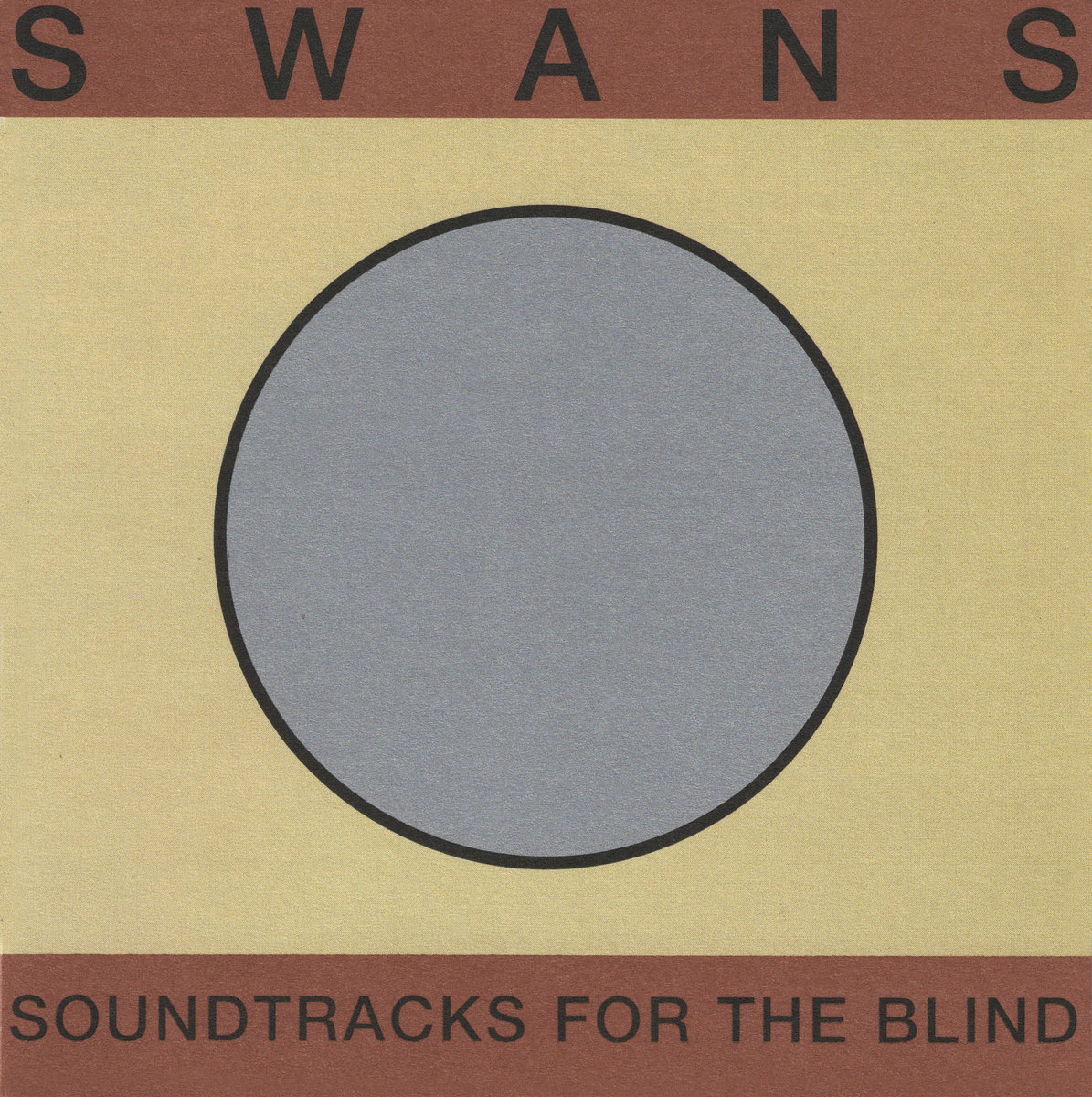
Soundtracks for the Blind

Nach den No-Wave-Klängen der Debüt-EP wechselten die Swans mit ihrem ersten Album zu einem lärmenden Power-Rock, der von einer markanten Percussion, dem ganz eigenen Gitarrenspiel Norman Westbergs und Michael Giras sonorem Sprechgesang geprägt war. Die Texte handelten meist von Vereinsamung, seelischer und sexueller Abhängigkeit und (häufig erotisch besetzter) individueller oder institutioneller Gewalt. Auf dem Album Children of God (1986) wurde der Sound mit akustischen Instrumenten ergänzt. Keyboarderin Jarboe, die 1985 zu den Swans gestoßen war, trat nun auch als Leadsängerin in Erscheinung.
The Burning World (1989), coproduziert von Bill Laswell, wies einen noch stärkeren Folk und Ethno-Einfluss auf. White Light From The Mouth Of Infinity (1991) und Love Of Life (1992), wieder von Gira allein produziert, kombinierten folkloristische, orchestrale und Noise Rock-Elemente mit Ton-Collagen. Die Instrumentierung in dieser Phase war sehr aufwändig: Es waren unter anderem zwölfsaitige Gitarren, Mandolinen, Geige und Cello zu hören.
Mit The Great Annihilator (1995) und Soundtracks for the Blind (1996) trat der Folk-Einfluss zugunsten von Ambient-Klängen in den Hintergrund. Speziell das letztgenannte Album ist eines der vielschichtigsten der Bandgeschichte.
Großen Einfluss hatten die Swans aufgrund der Langsamkeit und düsteren Atmosphäre ihrer frühen Alben auf die Doom-Metal-Szene.

## Diskografie

### Studioalben
- 1983: Filth
- 1984: Cop
- 1986: Greed
- 1986: Holy Money
- 1987: Children of God
- 1989: The Burning World
- 1991: White Light from the Mouth of Infinity
- 1992: Love of Life
- 1995: The Great Annihilator
- 1996: Soundtracks for the Blind
- 2010: My Father Will Guide Me up a Rope to the Sky
- 2012: The Seer
- 2014: To Be Kind
- 2016: The Glowing Man (Mute/Goodtogo)
- 2019: Leaving Meaning
- 2023: The Beggar
- 2025: Birthing

### Kompilationen
- 1991: Body to Body, Job to Job (Unreleased Recordings 1982–1985)
- 1999: Various Failures 1988–1992
- 2003: Forever Burned
- 2004: Mystery of Faith – Unreleased Pieces: Swans + World of Skin (von Sängerin Jarboe unter ihrem Namen veröffentlichte Kompilation)

### Livealben
- 1986: Public Castration Is a Good Idea
- 1986: A Long Slow Screw (VHS)
- 1987: Feel Good Now
- 1990: Anonymous Bodies in an Empty Room
- 1992: Omniscience
- 1995: Kill the Child
- 1998: Swans Are Dead
- 2012: We Rose from Your Bed with the Sun in Our Head
- 2013: Not Here Not Now
- 2015: The Gate
- 2017: Deliquescence (auf 3000 Exemplare limitierte Edition)
- 2024: Live Rope

### Singles und EPs
- 1982: Swans (EP)
- 1984: Young God (EP)
- 1986: Time Is Money (Bastard)
- 1986: A Screw
- 1987: New Mind
- 1988: Love Will Tear Us Apart
- 1989: Saved
- 1989: Can’t Find My Way Home
- 1992: Love of Live/Amnesia
- 1994: Celebrity Lifestyle
- 1996: Die Tür ist zu (EP)
- 1996: Failure/Animus
- 1997: I Am the Sun